# Diceratura
Diceratura là một chi bướm đêm thuộc phân họ Tortricinae của họ Tortricidae.

## Các loài
- Diceratura amaranthica Razowski, 1963
- Diceratura diceratops Razowski, 1967
- Diceratura infantana (Kennel, 1899)
- Diceratura keredjana Razowski, 1963
- Diceratura ostrinana (Guenee, 1845)
- Diceratura porrectana Djakonov, 1929
- Diceratura rhodograpta Djakonov, 1929
- Diceratura roseofasciana (Mann, 1855)
- Diceratura teheranica Razowski, 1970